# Siegfried Horstmann
Siegfried Horstmann (* 26. April 1903; † 5. April 1986 in Remscheid) war ein deutscher Schriftsteller.
Siegfried Horstmann war der jüngste der fünf Söhne des Direktors einer Volksschule in Remscheid. Auch er wurde Lehrer, zunächst an einer Schule in Wuppertal, dann an der Handelsschule in Remscheid, der späteren kaufmännischen Berufsschule. Bereits in den dreißiger Jahren des 20. Jahrhunderts dokumentierte er fotografisch die Kleinindustrie in seiner näheren Umgebung. Daraus entstanden auch Filme für die Nutzung in Schulen, zu denen er den Text beisteuerte. Einem größeren Publikum wurde er erstmals durch wohl auch autobiographisch geprägte Erzählungen aus dem Schulleben bekannt. In dem Buch Lala Fupp und seine 36 Tertianer werden Schulerlebnisse beschrieben, die etwa in den Jahren um 1910 bis 1920 spielen dürften. Das Buch erschien erstmals 1955 im Rheinberg-Verlag, nach dem Ende seiner beruflichen Tätigkeit veröffentlichte er das Buch erneut im Eigenverlag. Ein Jahr später kam ein zweiter Band unter dem Titel Hilfe, der Schulrat kommt hinzu. 
1971 erschien dann das Buch Von bergischen Menschen und den Stätten ihrer Arbeit, das ihm als sein wichtigstes erschien. Darin erklärt er unter Verwendung vieler seiner Photographien handwerkliche und frühe industrielle Fertigungsverfahren der lokalen eisenverarbeitenden Industrie, beispielsweise die Herstellung von Feilen in Remscheid, Schmieden und Schleifen von Schneidwaren in Solingen oder die Herstellung von Schrauben und Nägeln in Cronenberg. Eine etwas weniger aufwendig gestaltete Neuauflage wurde nach seinem Tod 1990 vom RGA-Buchverlag herausgegeben. 
Im Laufe der Jahre veröffentlichte er noch weitere Bücher, in denen die Geschichte und Bilder umliegender Orte dargestellt werden. Wichtig war ihm der örtliche Dialekt, das Remscheider Platt, das er in Tonaufnahmen mit Geschichten aus seinem großen Bekanntenkreis dokumentierte. Teilweise wurden diese, auch von ihm selbst gesprochen, auf einer Schallplatte veröffentlicht. Darüber hinaus erschien auch ein Liederbuch über das Morsbachtal mit in Noten gesetzten Liedern in Dialekt sowie Beschreibungen und alten Photographien der verschiedenen Ortslagen. Anekdotische Begebenheiten steuerte er regelmäßig zur in Remscheider Platt geschriebenen Kolumne Nit te Bang des Remscheider General-Anzeigers bei.
Siegfried Horstmann war Mitglied der Schlaraffen, auf seinem Grabstein auf dem Hastener Friedhof ist eine Eule abgebildet.
Sein umfangreiches Bild- und Tonarchiv wurde nach dem frühen Tod seines Sohnes Jürgen dem Remscheider Stadtarchiv übergeben.

## Werke (Auswahl)
- Lala Fupp und seine 36 Tertianer, Rheinberg-Verlag, 1955, Verlag Siegfried Horstmann, Remscheid, 1968
- Hilfe, der Schulrat kommt, Verlag Siegfried Horstmann, Remscheid, 1969
- Von bergischen Menschen und den Stätten ihrer Arbeit, Verlag Siegfried Horstmann, Remscheid, 1971, RGA-Buchverlag, Remscheid 1990
- Bergische Lieder, I. Teil: Das Morsbachtal und seine Lieder, 166 Seiten, Verlag Siegfried Horstmann, Remscheid, 1975 (Klavierausgabe, 68 Seiten)
- Das alte Cronenberg in Bildern, Verlag Ute Kierdorf, Remscheid, 1981 (zusammen mit Ernst Haas), ISBN 3-922055-45-1
- Sag' mal: Krüönseltenstrükelschen!, Remscheider Sprachfibel, (mit Jürgen Horstmann) (ohne Datum)
- Bergischer Sprachschatz II. Teil, Hochdeutsch-Platt, Grund- und Aufbauwortschatz der Remscheider Mundart (zusammen mit Dr. Jürgen Horstmann), Buch- und Musikverlag Siegfried Horstmann, Remscheid, 1983

- Bergische Heimatdichter - Else Schmidt, Remscheid, Buch- und Musikverlag Siegfried Horstmann, Remscheid (Langspielplatte)
- 50 Jahre Großstadt Remscheid 1929 – 1979 (zusammen mit der Stadt Remscheid, Stadtarchiv), Buch- und Musikverlag Siegfried Horstmann, Remscheid (Langspielplatte, Teldec)